# Чирип (полуостров)
Чирип — полуостров на северо-западе острова Итуруп, на территории Сахалинской области России. Со всех сторон омывается водами Охотского моря.
Длина полуострова достигает 22 км, ширина 13 км.
Рельеф полуострова горный. На нём расположен вулканический массив, образованный двумя вулканами и несколькими горными вершинами. Горы: Горячая (882 м) и Кедровая (791 м). Вулканы: Богдан Хмельницкий — 1585 м, Чирип — 1563 м.
На полуострове протекает несколько коротких рек, самые длинные из которых Южный и Северный Чирип, вода которых не пригодна для питья из-за сильной кислотности. Наибольшее озеро — озеро Тихое, которое соединяется с рекой Северный Чирип.
На севере полуострова вулкан Чирип обрывается к Охотскому морю мысом Брескенс. Мыс Брескенс — самая северная точка полуострова. Полуостров Чирип разделяет Курильский залив и залив Простор. Средняя величина приливов у берегов полуострова 1 м.
На полуострове произрастает берёза, дуб, клён, ольха и другие виды деревьев.
На полуострове находится посёлок Китовый, в основе полуострова находятся город Курильск и поселок Рейдово.